# Scatopsciara latiptera
Scatopsciara latiptera är en tvåvingeart som beskrevs av Hans-Georg Rudzinski 1995. Scatopsciara latiptera ingår i släktet Scatopsciara och familjen sorgmyggor. Inga underarter finns listade i Catalogue of Life.